# Elecció papal de 1130
L'elecció papal de 1130, convocada després de la mort del papa Honori II es va celebrar el 14 de febrer i donà lloc a una doble elecció. Part dels cardenals, encapçalats pel cardenal-Canceller Aymeric de la Chatre, van elegir Gregori Papareschi com a Papa Innocenci II, però la resta es van negar a reconèixer-lo i van elegir el cardenal Pietro Pierleoni, que va prendre el nom d'Anaclet II. Tot i que Anaclet va comptar amb el suport de la majoria dels cardenals, l'Església Catòlica considera Innocenci II com a papa legítim, i Anaclet II com antipapa.
La doble elecció va ser el resultat de les creixents tensions en el si del Col·legi Cardenalici relatives a la política de la Santa Seu cap al Sacre Imperi Romanogermànic, iniciat pel Concordat de Worms (1122), que va posar fi a la lluita de les investidures. Alguns cardenals, sobretot els més grans, van considerar el compromís assolit en Worms com la deserció dels principis de la reforma gregoriana, i es van inclinar a acceptar-ho només com un moviment tàctic. Van donar suport l'aliança tradicional del papat amb els normands al sud d'Itàlia. Alguns d'ells estaven relacionats amb els vells centres monàstics del sud d'Itàlia, com Monte Cassino. Un dels seus líders va ser el cardenal Pierleoni, representant d'una de les famílies més poderoses de Roma.
La facció oposada va ser encapçalada per Aymeric de la Chatre, que va ser nomenat cardenal i canceller de la Santa Seu, poc després de la signatura del Concordat de Worms i va ser un dels principals arquitectes de la nova política. Ell i els seus seguidors veien el compromís com una bona solució tant per a l'Església com per a l'emperador, i no confiava en els vassalls normands de la Santa Seu, que van expressar algunes tendències expansionistes. Sembla que almenys alguns dels principals representants d'aquesta facció tenien fortes connexions amb la "nova espiritualitat", és a dir, les noves ordes religiosos com ara cànons regulars. A més, es van aliar amb la família romana de Frangipani, oponents de la família Pierleoni.
En les últimes setmanes de la vida del Papa Honori II, els cardenals, per temor a la possible escissió, van fer un acord que el nou Papa seria triat per la comissió de vuit d'ells, incloent dos cardenals-bisbes, 3 cardenals-preveres i tres cardenals-diaques.